# Cal·licter
Cal·licter（en grec Καλλίκτηρ), de sobrenom Μαντίσιος, va ser un poeta grec autor de quatre epigrames inclosos a l'Antologia grega (Anthol. Graec. 11.5, 6, 118, 333).